# DeAnna Price
Pour les articles homonymes, voir Price.
DeAnna Price (née le 8 juin 1993 à Saint Charles) est une athlète américaine, spécialiste du lancer du marteau, championne du monde en 2019 à Doha.

## Biographie
Quatrième des Jeux panaméricains de 2015, DeAnna Price empoche la médaille d'argent lors des Championnats d'Amérique du Nord, d'Amérique centrale et des Caraïbes 2015, devancée par sa compatriote Amber Campbell. Elle participe aux Jeux olympiques de 2016 à Rio de Janeiro et se classe huitième de la finale avec la marque de 70,95 m.
En mai 2017, elle porte son record personnel à 74,40 m à Tucson. Le 22 juin 2018, aux championnats nationaux de Des Moines, DeAnna Price devient la 4e meilleure performeuse de l'histoire de sa discipline en éjectant son marteau à 78,12 m, nouveau record d'Amérique du Nord, d'Amérique centrale et des Caraïbes. 
Le 10 août 2018, elle remporte le titre des championnats NACAC 2018 avec 74,60 m, nouveau record des championnats. 

### Championne du monde à Doha (2019)
Le 27 juillet 2019, Price améliore de douze centimètres son record lors des championnats nationaux en lançant à 78,24 m
En septembre de la même année, elle est couronnée championne du monde à Doha avec un lancer à 77,54 m, devenant la première Américaine titrée dans l'épreuve.

### Barrière des 80 mètres franchie (2021)
Le 9 avril 2021, à Columbia dans le Missouri, elle bat son record personnel ainsi que le record d'Amérique du Nord avec un jet mesuré à 78,60 m. Avec ce lancer, elle devient la troisième performeuse de tous les temps derrière l'Allemande Betty Heidler (79,42m) et la Polonaise Anita Wlodarczyk (82,98m). 
Le 26 juin 2021, à Eugene (Oregon) lors des sélections olympiques américaines, la championne du monde en titre réussit un concours avec quatre jets au-delà des 78 m, dont le cinquième à 80,31 m. Price devient la deuxième femme de l'histoire à franchir le cap des 80 mètres et la deuxième meilleure performeuse de tous les temps derrière la Polonaise Anita Wlodarczyk (82,98 m en 2016). 
Favorite des Jeux Olympiques de Tokyo, l'Américaine ne termine cependant qu'à la huitième place de la finale, avec une meilleure tentative mesurée à 73,09 m.

### Médaillée de bronze mondiale (2023)
Absente des Mondiaux de Eugene en 2022 en raison d'une contamination au Covid-19, Price remonte sur un podium mondial à Budapest en août 2023, décrochant la médaille de bronze avec 75,41 m. Elle accompagne sur le podium la vainqueur canadienne Camryn Rogers et sa compatriote Janee Kassanavoid.

## Palmarès

### International
| Date | Compétition           | Lieu           | Résultat | Marque  |
| ---- | --------------------- | -------------- | -------- | ------- |
| 2015 | Jeux panaméricains    | Toronto        | 4e       | 68,84 m |
| 2015 | Championnats NACAC    | San José       | 2e       | 71,27 m |
| 2016 | Jeux olympiques       | Rio de Janeiro | 8e       | 70,95 m |
| 2017 | Championnats du monde | Londres        | 9e       | 70,04 m |
| 2018 | Championnats NACAC    | Toronto        | 1re      | 74,60 m |
| 2018 | Coupe continentale    | Ostrava        | 1re      | 75,46 m |
| 2019 | Championnats du monde | Doha           | 1re      | 77,54 m |
| 2021 | Jeux olympiques       | Tokyo          | 8e       | 73,09 m |
| 2023 | Championnats du monde | Budapest       | 3e       | 75,41 m |
| 2023 | Jeux panaméricains    | Santiago       | 1re      | 72,34 m |
| 2024 | Jeux olympiques       | Paris          | 11e      | 71,00 m |

### National
- Championnats des États-Unis d'athlétisme
  - vainqueur en 2018, 2019 et 2021

## Records
| Épreuve           | Marque       | Lieu   | Date         |
| ----------------- | ------------ | ------ | ------------ |
| Lancer du marteau | 80,31 m (AR) | Eugene | 26 juin 2021 |